# Ликсоза
Ликсозата е алдопентоза — монозахарид изграден от пет въглеродни атома, с алдехидна функционална група. Ликозата има молекулна формула C5H10O5.
Ликсозата се среща изключително рядко в природата, като компонент от бактериалните гликолипиди.